# پل اشورث
پل اشورث (انگلیسی: Paul Ashworth؛ زادهٔ ۲۹ سپتامبر ۱۹۶۹) بازیکن فوتبال اهل بریتانیا است.
از باشگاه‌هایی که در آن بازی کرده‌است می‌توان به باشگاه فوتبال ونتسپیلس اشاره کرد.